# Tugu Rejo (Semaka)
Tugu Rejo is een bestuurslaag in het regentschap Tanggamus van de provincie Lampung, Indonesië. Tugu Rejo telt 656 inwoners (volkstelling 2010).